# Парк імені Івана Виговського
Парк імені Івана Виговського — зелена зона (парк) у Залізничному районі міста Львова. Парк розташований між вулицями Виговського та Олени Кульчицької.

## Історія
Колишній сквер між вулицями Виговського та Олени Кульчицької, через те, що його площа становить 5,2 га, а це перевищує допустимі норми для скверів, тому рішенням сесії Львівської міської ради від 25 березня 2010 року отримав статус парку, а також затверджено його межі.
Департаментом містобудування Львівської міської ради у 2018 році проведено тендер та укладено угоду з ТзОВ «Інвестиційна компанія «Укрбудсервіс» на виконання будівельних робіт по об'єкту «Капітальний ремонт парку ім. І. Виговського у м. Львові» на суму близько 15 млн гривень. Відповідно до робочого проєкту підрядною організацією в 2018—2019 роках влаштовано 2900 м² прогулянкових доріжок, прокладено кабельну лінію та влаштовано 22 опори з світильниками для влаштування вуличного освітлення вздовж прокладених доріжок, влаштовано 10 лавок та розпочато влаштування дитячого майданчика № 2 на суму 5 млн гривень.
У 2020 році з бюджету розвитку міського бюджету на виконання робіт в парку виділено 4 млн гривень. Крім того, протягом 2020—2021 років влаштовано 2115 м² прогулянкових доріжок, завершено роботи з влаштування дитячого майданчику № 2 та влаштовано дитячий майданчик № 1, встановлено 15 лавок та 43 світильники з опорами.